# Luva de segurança

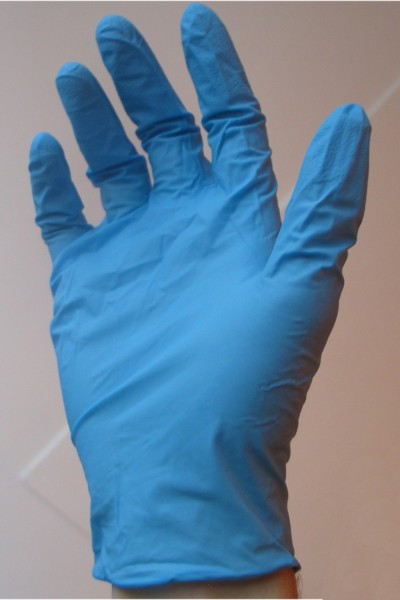
Luvas descartáveis de nitrilo

Luvas de segurança, ou luvas de proteção, são luvas específicas para muitas atividades profissionais, tanto comerciais como industriais, que requerem o uso recomendável ou obrigatório destas. Em muitas situações, as luvas desempenham o papel de Equipamentos de Proteção Individual (EPIs).
Entre elas:
- Luvas de cirurgia e de profissionais sanitários, envolvidos em qualquer atividade de limpeza, especialmente com o uso de produtos químicos. Seus materiais típicos são: látex, nitrilo e vinyl, principalmente.
- para lixeiros e trabalhadores da industria de reciclagem de materiais e resíduos, que além de proteção aos agentes patogênicos, proteja de cortes com vidros e metais, objetos contundentes (perfurantes) e relativa resistência a produtos químicos os mais diversos, pelo menos, para contatos acidentais.
- para trabalhadores na manipulação, fracionamento e operações de segurança em produtos químicos, resistentes a cada caso específico a ser tratado, pois há solventes e corrosivos específicos de qualquer material de confecção de luvas (assim como de vestimentas de segurança), necessitando-se a escolha do material apropriado. (Exemplo: o látex resiste bem a diversos álcalis, mesmo concentrados, e a vários ácidos, mas não resiste a um grande número de solventes orgânicos, como o xileno nem ao ácido nítrico)
- para bombeiros, adequadas ao trabalho no combate ao fogo e manipulação de equipamentos, além de resistentes ao corte por vidros de janela, por exemplo.
- para soldadores e operadores de maçaricos de corte, adequadas à proteção de respingos de metais derretidos e ao contato com materiais a alta temperatura.
- para cortadores de diversos materiais, como têxteis e couro, com reforço de malha ou fios de aço ou determinadas fibras sintéticas. Esta muitas vezes, para melhor tato e manipulação do com o material trabalhado, apenas protegem do corte os dedos indicador e polegar, e são usadas frequentemente numa única mão. Existem luvas para lenhadores e trabalhadores envolvidos no corte de madeira com motoserras e diversas serras de correia que assim como aventais, casacos e calças destes trabalhadores, são acolchoadas com fibras de nylon em abundância, que sujeitam-se a serem cortadas pela correia, imediatamente travam seu mecanismo, tornando as lesões mínimas.
- luvas para profissionais envolvidos com aplicações de radiação, como o ultravioleta, em diagnóstico médico e pesquisa científica, por exemplo, assim como raios X nos diagnósticos por imagem, como na indústria mecânica pesada, e na manipulação de materiais radioativos, na pesquisa científica, na medicina e na indústria de geração de energia, (as quais, muitas vezes, são presas ao próprio equipamento, pois procuram manter a contaminação pelo material manipulada limitada ao mínimo).

Cada tipo de luva possui diversas opções de tamanho, material e tipo de punho, pigmentação anti-derrapante, assim como tipos de reforços na palma e dedos, conforme seu uso.
Materiais de confecção: raspa, vaqueta, PVC, hexanol, látex, com fios de aço, grafatex, lona, emborrachados, tricotadas, suedine, helanca, aramida (kevlar), amianto.
Muitas vezes não só é utilizada para proteger a mão, como também para proteger o produto (antiguidades, documentos históricos, pinturas, cristais, alimentos, etc).